# Allium caespitosum
Allium caespitosum — вид рослин з родини амарилісових (Amaryllidaceae); поширений у Казахстані й Китаї.

## Опис
Цибулини нещільно скупчені, циліндричні, прикріплені до горизонтального подовженого кореневища; оболонка сірувато-коричнева, перетинчаста. Листки коротші від стеблини, ≈ 1 мм завширшки, півциліндричні. Стеблина 9–20 см, циліндрична, вкрита листовими піхвами лише в основі. Зонтик півсферичний. Оцвітина біла, зазвичай з відтінком рожевого кольору; сегменти від еліптичних до яйцюватих, 6–7 × 3–4 мм, верхівка тупа, внутрішні трохи довші, ніж зовнішні. Період цвітіння й плодоношення: червень — серпень.

## Поширення
Поширений у Казахстані й Китаї — північний Сіньцзян.
Населяє пустелі, піщані місця.